# 사사키 료사쿠
사사키 료사쿠(일본어: 佐々木 良作, 1915년 1월 8일~2000년 3월 9일)는 12선 중의원 의원을 역임한 일본의 정치인이다.

## 생애
1915년 효고현 야부군 이자촌(현 야부시)에서 태어났다. 구제 도요오카 중학과 구제 마쓰모토 고교를 나온 뒤 1939년 교토 제국 대학 법학부를 졸업했다. 졸업 후 창립된 지 얼마 되지 않은 일본발송전에 입사했으며 1946년엔 일본전기산업노동조합협의회가 결성되자 초대 서기장 겸 투쟁위원회 부위원장이 되었다.
1947년 제1회 일본 참의원 의원 통상선거가 실시되자 무소속으로 출마해 8위로 당선됐고 1955년 제27회 일본 중의원 의원 총선거에 사회당 우파의 공천을 받아 출마해 당선됐다. 1959년 일본사회당을 탈당하여 다음 해 민주사회당을 만드는 데 참여했다. 이후 민사당에서 국회대책위원장, 서기장, 부위원장을 거쳐 1977년 11월 위원장에 취임했다. 1985년 4월 위원장에서 물러났으며 상임고문이 되었다가 1990년 정계를 은퇴했다.
2000년 3월 향년 85세로 사망했다.

## 일화
민사당 위원장을 지낸 가스가 잇코와는 맹우이면서 라이벌 관계였다. 사사키가 위원장이 되었을 때 일부 젊은 의원들이 가스가에게 "당내에 사사키파 같은 건 사실상 없다. 모두 가스가파다"라고 하자 가스가는 "그렇지 않다. 우리는 사사키파다. 이러쿵저러쿵 하지 말고 위원장을 도와야 한다"라며 사사키에게 힘을 실어줬다. 하지만 사사키의 후임 위원장으로 쓰카모토 사부로가 내정되면서 당내 갈등이 분출했고 이 과정에서 사사키와 가스가가 크게 감정 싸움을 했다. 이 갈등은 가스가가 병으로 쓰러지고나서야 화해할 수 있었다.
자유민주당 출신 총리대신인 나카소네 야스히로와도 친분이 있었다. 나카소네가 『산케이 신문』과의 인터뷰에서 밝힌 바에 따르면 1983년 12월 총선에서 자민당의 과반수가 무너지자 나카소네는 신자유클럽과 민사당에 연립 정권에 참여할 의향이 있는지 타진한 적이 있었으며 1984년 니카이도 옹립 구상 당시 사사키가 나카소네파에 동조했다고 했다.

## 역대 선거 결과
|  | 0% |

|  | 23.9% |

|  | 26.4% |

|  | 20% |

|  | 24.3% |

|  | 27.2% |

|  | 26.2% |

|  | 30.5% |

|  | 23.4% |

|  | 33.1% |

|  | 28.6% |

|  | 26.6% |

|  | 26.2% |